# هاريت توبمان
هاريت توبمان (بالإنجليزية: Harriet Tubman) (1820 أو 1821 - مارس 1913) ناشطة في مجال إلغاء الرق وحقوق الإنسان وجاسوسة لصالح الاتحاد خلال الحرب الأهلية الأمريكية. قامت هاريت توبمان بعد أن هربت من العبودية التي ولدت فيها بثلاثة عشر مهمة لإنقاذ أكثر من سبعين شخصاً من العبودية، وذلك بمساعدة شبكة من الناشطين في إلغاء الرق، وباستخدام بيوت آمنة وطرق سرية كانت تعرف بنفق سكة الحديد. وناضلت توبمان في فترة ما بعد الحرب من أجل حق المرأة في التصويت.
تعرضت توبمان في صغرها للضرب على يد الكثير من أسيادها في مقاطعة دورشيستر، ماريلاند. وتعرضت في وقت مبكر من حياتها إلى جرح كبير في الرأس عندما ضربت بمعدن ثقيل ألقاه مراقب غاضب في اتجاهها قاصداً أن يضرب به عبد آخر. تسببت الإصابة لتوبمان بصداع ونوبات وتخيلات ورأى، ونوبات من فرط النوم التي لازمتها طوال حياتها. كانت تصف الرؤى والأحلام كمسيحية متدينة بأنها إلهام من الخالق.
هربت توبمان في عام 1849 إلى فيلادلفيا، لكنها سرعان ما عادت إلى ماريلاند لإنقاذ عائلتها. أخرجت عائلتها من الولاية ببطء على مجموعات، وقادت العشرات من العبيد إلى الحرية. كانت توبان أو موسى كما كانت تدعى تسافر ليلاً وبتكتم وسرية ولم تفقد أياً من المسافرين معها كما وضحت يوماً في اجتماع لمنح المرأة حق التصويت.
عملت توبمان خلال الحرب الأهلية الأمريكية لصالح جيش الاتحاد، في البداية كطاهية وممرضة ثم مسلحة وجاسوسة. وكانت أول امرأة تقود حملة مسلحة في الحرب. وقادت حملة حُرر فيها 700 من العبيد. بقيت بعد الحرب في منزل العائلة في أوبورن نيويورك حيث كانت تعتني بوالديها المسنين. وكانت ناشطة في حركة حق المرأة في التصويت حتى أنهكها المرض ودخلت في بيت للمسنين الأمريكين من أصل أفريقي والتي ساعدت هي بفتحه في الأعوام السابقة.

## مولدها وعائلتها
كانت هاريت تُدعى عند ولادتها أرامنتا روس، وكان والديها هاريت جرين وبن روس من العبيد. لم يسجل بالتحديد مكان ووقت ولادة هاريت كحال العديد من العبيد في أمريكا، واختلف المؤرخين في أدق التقديرات.
وصلت مودستي جدة توبمان لأمها إلى أمريكا على متن سفينة الرقيق من أفريقيا، ولا تتوفر معلومات عن أجدادها الآخرين. وقيل لتوبمان في طفولتها أنها تنتمي إلى سلالة أشانتي (وهي ما تعرف بغانا اليوم)على الرغم من عدم وجود أدلة لتثبت أو تنفي هذا الإدعاء. كانت والدة توبمان طباخة عند عائلة بروديس، وكان والدها بن حطاب ماهر يشتغل في تقطيع الآخشاب في المزرعة، وتزوجوا في عام 1808 تقريباً، وكان لهم 9 من الأولاد بحسب سجلات المحكمة.
ناضلت هاريت الأم للمحافظة على لم شمل العائلة بينما حاولت العبودية تشتيتها. فقد باع إدوارد بروديس ثلاثة من بناتها، وفرقهم عن العائلة إلى الأبد. وعندما قدم تاجر من جوجيا إلى بروديس من أجل شراء موسى أصغر الأبناء، قامت والدته بتخبأته لمدة شهر بمساعد العبيد الآخرين والسود الأحرار في المجتمع، حتى أنها واجهت مالكها بأمر البيع ذات مرة. وفي النهاية جاء التاجر وبروديس إلى مكان العبيد لانتزاع الطفل، فأخبرتهم الأم: «أنتم هنا من أجل ابني، لكني سأفتح رأس أول رجل يدخل إلى بيتي.» تراجع المالك وتخلى عن فكرة البيع. يقول كتاب السيرة أن هذا الحدث قد ألهم هاريت توبمان إيمانها في إمكانية المقاومة.

## طفولتها
كانت توبمان ترعى إخواتها الصغار في طفولتها لانشغال والدتها في البيت الكبير وقلة الوقت التي تقضيه مع العائلة، وفي سن الخامسة أو السادسة عُينت كمربية في بيت السيدة سوزان، وأُمرت بمراقبة الطفل حين ينام، وكانت تُضرب عندما يستيقظ ويبدأ بالبكاء. وذكرت توبمان عن يوم معيناً عندما جلدت خمس مرات قبل الإفطار، وحملت آثار الجلد بقية حياتها، وهددت فيما بعد لسرقة قطع من الحلوى فختبأت في حضيرة خنازير لمدة خمسة أيام، وكانت تتقاتل مع الخنازير من أجل الطعام. وعندما بتدأت تتضور جوعاً عادت إلى منزل السيدة سوزان وتلقت ضرباً شديد.
وعملت توبمات في طفولتهاأيضاً في منزل مزارع يدعى جايمس كوك حيث كان يأمرها بالنزول في المستنقعات لتفقد أفخاخ فأر المسك، وحتى بعد إصابتها بالحصبة كانت تُرسل داخل مياه تصل إلى مستوى الخصر. أُعيدت إلى البيت عندما مرضت بشدة، لكن سرعان ما أعاد مالكها توظيفها في العديد من المزارع حينماستعادت صحتها. وعندما كبرت وزادت قوتها عُينت في أعمال مثل الحرث وقيادة الثيران والعمل في الغابات.

### إصابة في الرأس
أُرسلت توبمان في يوم من الأيام في سن المراهقة إلى مخزن لشراء بعض المستلزمات، وقابلت هناك عبد مملوك من قبل عائلة أخرى كان قد ترك الحقل من دون إذن. طلب مراقبه الغاضب من توبمان مساعدته في تقييد الشاب، لكنها رفضت وهرب العبد، فرمى المراقب ما يزن 2 رطل فأصابت توبمان بدلاً من العبد الهارب، مما تسبب في كسر جمجمتها كما قالت. أعُيدت توبمان إلى بيت مالكها وهي تنزف وفاقدة الوعي وبقيت جالسه على مقعد بدون أي عناية طبية لمدة يومين. وأرسلت بعد ذلك إلى الحقول حيث قالت أن الدم والعرق كان يسيل على وجهها حتى حجب عنها الرؤية. قال رئيسها أنها لا تسوى ست بنسات وأعادها إلى مالكها مرة أخرى الذي حاول في بيعها ولم ينجح. بدأت تفقد الوعي بالرغم من أنها كانت تزعم أنها تعي ما يحدث حولها وبالرغم من أنها كانت تبدو نائمة. كانت هذه الأوقات مقلقة لأفراد عائلتها الذين لم يستطيعوا ايقاضها عندما كانت تنام فجأة بدون إنذار. ولازمت هذه الحالة توبمان طوال حياتها. يقول لارسون من أنها قد تكون عانت من صرع الفص الصدغي نتيجة للإصابة.
حدثت إصابة الرأس الشديدة هذه لتوبمان في وقت أصبحت فيه شديدة التدين. كانت تحكي لها أمها عن قصص من الكتاب المقدس في طفولتها، وكان لديها إيمان عميق بالله، ورفضت تفسيرات البيض للكتاب والتي كانت تحث العبيد على الطاعة، ووجدت الهداية في العهد القديم.

## العائلة والزواج
أُعتق بن والد توبمان من العبودية في عام 1840 في عمر الخامسة والأربعين كما نصت وصية أحد المالكين السابقين، لكن عمره في الحقيقة كان آنذاك خمسة وخمسين سنة، وأكمل عمله لدى عائلة ثومبسون التي كانت تملكه كعبد. تواصلت توبمان بعد عدة سنوات مع محامي من البيض ودفعت له خمسة دولارات ليحقق في وضع والدتها القانوني. اكتشف المحامي أن المالك السابق أصدر أوامر بأن هاريت يجب أن تعتق مثل زوجها في عمر الخامسة والأربعين. وبينت السجلات أن ذات الحكم يبنطبق على أبنائهم. لكن العائلات المالكة تجاهلت هذا الشرط عند ورثتهم للعبيد، وكانت معرفة هذا الأمر عسيرة على توبمان.
تزوجت توبمان من رجل أسود حر يدعى جون توبمان في عام 1844 أو قريب من ذلك. على الرغم من أنه لا يعرف إلا القليل عنه وعن حياتهما معاً، إلا أن زواجهما كان معقداً بسب عبوديتها. ولأن حالة الأطفال تتبع حالة الأم، فإن أي طفل يولد لجون وهاريت سيكون عبداً. هذا النوع من الزيجات بين العبيد والأحرار لم يكن غير مألوف في الساحل الشرقي لولاية ماريلاند حيث نصف السكان السود كانوا أحرار. أغلب العائلات الأمريكية من أصول أفريقية كان لديها أفراد أحرار ومستعبدين. ويعتقد لارسون أنهم ربما حاولوا أن يشتروا حرية توبمان.

## الهروب من العبودية

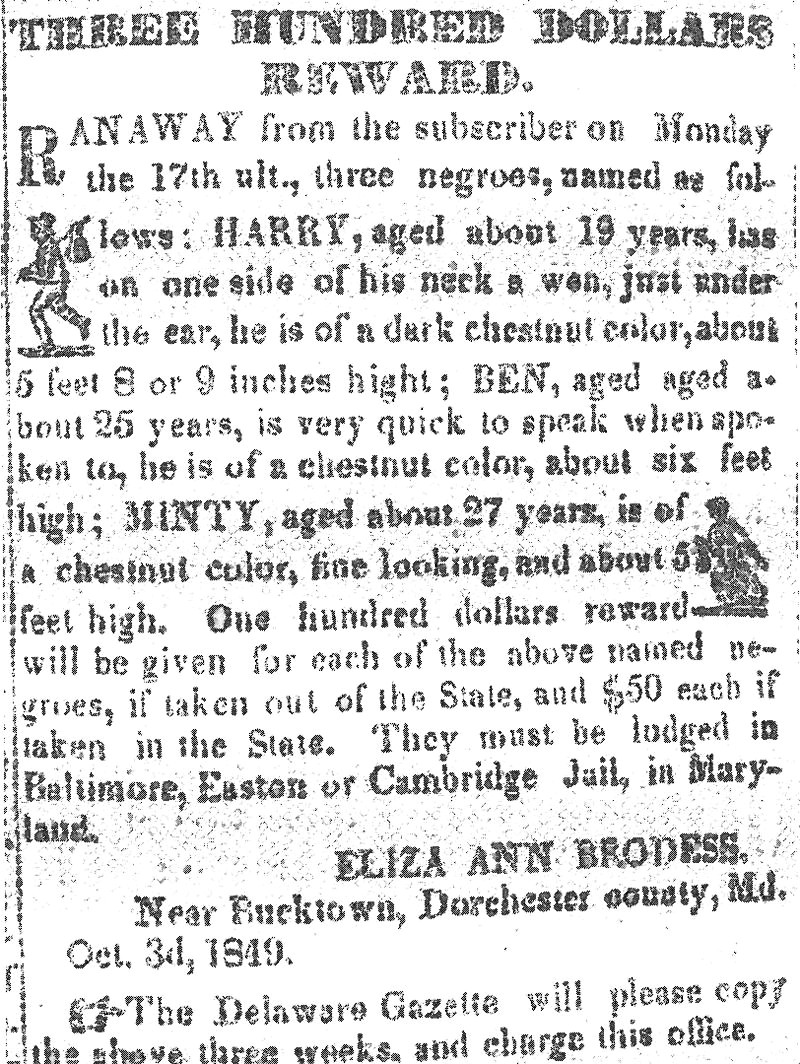
إشعار نشر في جريدة يقدم مكافأة بمقدار 300 دولار لمن يقبض على أرمانيتا (منتي) وإخوتها هاري وبن

عاد المرض إلى توبمان من جديد في عام 1849، ونتيجة لذلك قلة قيمتها كمستعبدة. حاول إدوارد بروديس أن يبيعها لكنه لم يجد أي مشتري، مما أدى إلى زيادة غضبه وظلمه على عائلتها. كانت توبمان تدعي لمالكها كل ليلة وتطلب من الله أن يغير من أساليبه، وكان هو يأتي بالمشترين طوال الوقت الذين كانوا يتفحصوها ويذهبون. عندما شعرت توبمان بأن صفقة بيعها على وشك الانتهاء أصبحت تدعي على مالكها وتطلب من الله أن يبعده عن طريقها. توفي أدورد بعد أسبوع من ذلك وعبرت توبمان عن ندمها على مشاعرها تلك، حيث أن موت إدوارد زاد من احتمال بيعها وتشتت العائلة. بدأت إليزا أرملة إدوارد بالعمل على بيع أفراد العائلة. رفضت توبمان انتظار عائلة بروديس للتقرر مصيرها بالرغم من كل محاولات زوجها لإثنائها عن ذلك، ورأت أن لديها خيارين لا ثالث لهما: إما حريتها أو الموت.
هربت توبمان وأخويها بن وهنري من العبودية في سبتمبر من عام 1849 وعملوا في مزرعة كبيرة يملكها أنتوني ثومبسون. عندما لاحظت إليزا بروديس هروبهم قامت بعمل إشعار هروب ووضعت مكافأة 100 دولار لكل عبد يُعاد. قرر إخوة توبمان العودة خوفاً من المخاطر وتراجعوا عن فكرة الهروب، خصوصاً أن بن قد أصبح أب، واضطرت توبمان أن تعود معهم.
هربت توبمان ثانية، ولكن من دون إخوتها هذه المرة. حاولت أن ترسل إلى والدتها خبر هروبها قبل مغادرتها عن طريق مستعبدة تثق بها تدعى ماري. الطريق التي سلكتها في الهروب غير معروفة، لكنها استفادت من الشبكة الواسعة المعروفة بنفق سكة الحديد، وهي نظام غير رسمي منظم يتكون من سود عبيد وأحرار وناشطين في مجال إلغاء الرق من البيض وأخرى ن. سلكت توبمان طريقة معروفة لدى العبيد الفاريين على طول امتداد نهر تشوبتانك، خلال ولاية ديلاوير، إلى ولاية بنسلفانيا، وقطعت رحلة ما يقارب من تسعين ميلاً سيراً على الأقدام في خمسة أيام وثلاثة أسابيع.

## موسي

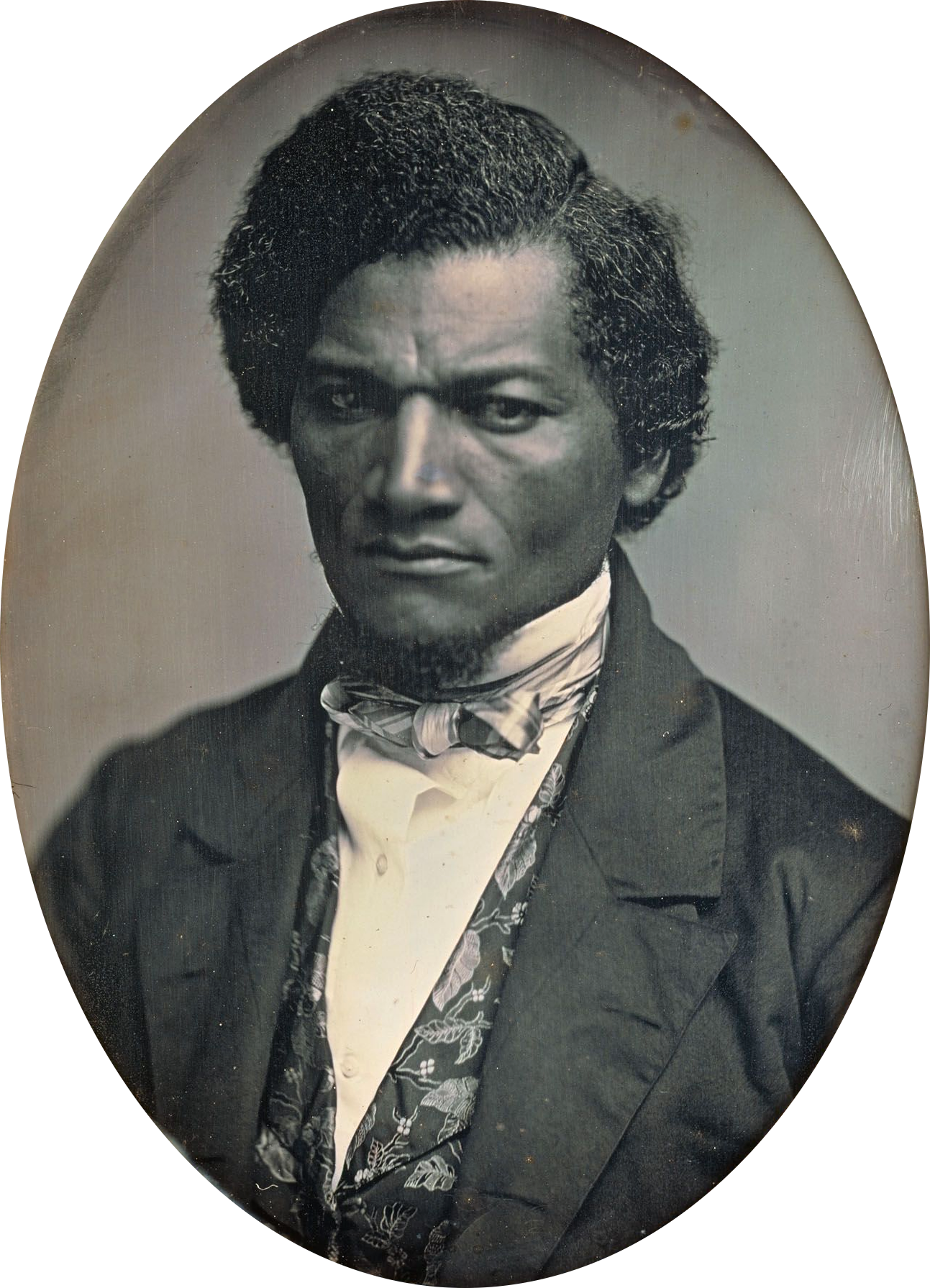
فريدريك دوغلاس الذي عمل إلى جانب توبمان لإلغاء العبودية

بعد وصـولها لـ "فيالديلفيا"، تـأمّـلت "توبمان" حالة عائلتها. حيث قالت "كـنتُ امرأة غريبـة في ديـار غريبة"، ثم أردفت لاحقًـا "لـقد كان أبي وأمي، أخواني وأخواتي، أصدقائي وصديقاتي في (ولاية ماريلاند) بينما كنتُ أنا حرّة، وكان حريًـا بهم أن يكونوا أحرارًا هم أيضا، لقد كافحت في وظائف غريبة ووفّرت مالًا. وفي تلك الفترة، كان "الكونغرس الأمريكي" قد أقرّ بنظام "قانون هروب العبيد،1850"، والذي كان يُجبر منفّذي القانون على معاقبة المحرّضين على الهروب شرّ عقاب، حتى في المناطق التي تمنع العبودية، بحيث يقومون بالمساعدة في القبض على العبيد الفارين، فقد صعّب القانون عملية هروب العبيد، أولئك الذين كانوا يبحثون عن ملجأ هناك في "أونتاريو الجنوبية" (وهي مقاطعة كندا المتّحدة حاليًا)، والتي ألغت مبدأ العبودية، وكانت التوترات العرقية أيضًا تنمو بشكل متواصل في "فيلاديلفيا" حيث تشكّلت منافسة بين المهاجرين الإيرلنديين الفقراء، وبين السود الأحرار لأولئك العبيد.
في ديسمبر - كانون الأول من عام 1850 م، تلقت توبمان تحذيراً بأن ابنة أختها كيسيا وطفليها «جيمس ألفريد ذو الستة أعوام والطفلة أرمينتا» سوف يتم بيعهم قريباً في كامبريدج . ذهبت توبمان إلى بالتيمور، حيث سيقوم نسيبها توم توبمان بإخفائها حتى موعد البيع . زوج كيسيا والذي كان أسوداً حراً يُدعى جون باولي، قدم العرض لشراء زوجته، بعد ذلك بينما كانوا يقومون بترتيبات الدفع، هربت كيسيا وطفليها إلى منزل مجاور آمن . عندما حلّ الليل أبحر باولي وأسرته على متن زورق مسافة 60 ميلاً (100كيلومتراً) حتى بالتيمور، حيث التقوا بتوبمان والتي جلبت الأسرة إلى فيلادلفيا .
.
عادت توبمان في الربيع التالي إلى ميريلاند لتساعد أفراد العائلة الآخرين على الخروج، ففي رحلتها الثانية استعادت شقيقها«موسى» ورجلين آخرين غير معروفين . على الأرجح أن توبمان قد عملت مع الناشط ضد العبودية توماس جاريت وهو منتمٍ للمذهب الكويكري يعمل في ويلمينجتون.
الحديث عن أعمالها البطولية شجع عائلتها، كما أجمع كتاب السيرة على أن ثقتها بنفسها زادت مع كل رحلة إلى ميريلاند . كما تسببت في إنقاذ المزيد من الأفراد من العبودية وسماها الناشط ضد العبودية ويليام ويلد جاريسون بـ «موسى» ملمحاً بذلك إلى النبي الذي قاد العبريين من مصر إلى الحرية والوارد في كتاب «الرحيل» أو ما يعرف بـ .
.
في مقابلة مع الكاتب ويلبر سايبرت في عام 1897, كشف توبمان عن بعض الأسماء للمساعدين وبعض الأماكن التي اعتادت على استخدامها مع السكك الحديدية تحت الأرض .
وبقيت مع سام جرين، وزير الأشخاص السود الاحرار القاطنين في شرق السوق الحرة، ماريلاند: كما انها اختبأت أيضا قريبا من بيت اهله في بوبلار نيك في مدينة كارولاين، ماريلاند. وستسافر من هناك شمال شرق إلى مدينة الرمال وويلو قروف، ديلاويير، وإلى منطقة كامدن حيث وكالة الاحرار السود، ويليام ونات برينكلي وابراهام جيبز، قادوها إلى شمال دوفر البعيدة، سميرنا والطائر الأسود، حيث كان وكلاء اخرين سيأخذوها عبر شيسابييك وقناة ديلاووير إلى كاستل الجديدة وويلمينتجتون.
في ويلمينتجتون، كواكر توماس جاريت أمّن لها وسيلة نقل آمنه إلى مكتب ويليام ستيل وإلى منازل مشغلين اخرين للسكك الحديدية تحت الأرض في منطقة فيلاديلفيا العظيمة .
ستيل، وكيل مشهور للسود، الذي له الفضل في مساعدة المئات من الباحثين عن الحرية والذين هربوا إلى أماكن امنه بعيدا في شمال نيويورك، نيو انجلاند وفي وقتنا الحاضر جنوبي انتاريو. .
في خريف 1851، عادت توبمان إلى مدينة دورشستر لأول مرة بعد هروبها، وهذه المرة كانت للبحث عن زوجها جون والذي ادخرت المال من وظائف متعددة لشراء بدلة له، وبعدها قامت بالإتجاه جنوباً، حينما كان جون قد تزوج بإمرأة أخرى تٰدعى كارولاين . قامت توب بإرسال رسالة له تدعوه بالانضمام اليها مجدداً ولكنّه أصر على انه مسرور بتواجده مع كارولاين .في البداية، حاولت توبمان بالهجوم على بيتهما وتدميره ولكنها تراجعت عن فكرتها حينما رأت ان الأمر لا يستحق . وبعد ان كتمت غيظها، قابلت توبمان بعض الخدم الذين يريدون الهرب وقامت بتوجيههم إلى فلاديلفيا . قام جون وكارولاين جميعاً ببناء عائلة، حتى لقي جون مصرعه مقتولاً بعد 16 سنة في شجار طُرق مع رجل ابيض يدعى روبرت فنسنت .
قانون الرقيق الهارب جعل من شمال الولايات المتحدة خطرةً أكثر عليهم فبدأ العديد منهم الهجرة إلى جنوب أونتاريو. قامت توبمان بقيادة مجموعة مجهولة من الهاربين مكونةً من 11 هارب، وكان ذلك في ديسمبر عام 1851. ربما في ذلك بوليز وعدة أشخاص آخرين قد ساعدت في تخليصهم شمالاً فيما مضى. توقفت توبمان ومجموعتها عند منزل الرقيق السابق فريدريك دوغلاس. وكان هناك أدلة تشير إلى ذلك. في السيرة الذاتية الثالثة لدوغلاس قد كتب: "في إحدى المرات كان هناك أحد عشر هارب تحت سقفي في نفس الوقت، وكان من الضروري أن يمكثوا معي لفترة حتى أستطيع جمع ما يكفي من المال لحملهم إلى كندا. كان هذا أكبر عدد من أي وقت مضى، وأيضاً كان توفير الكثير من الطعام والمأوى ...." صعباً بعض الشيء...". عدد المسافرين ووقت الزيارة تجعل من الممكن أن هذه مجموعة توبمان .
كفاح دوغلاس وتوبمان المشترك ضد العبودية ولد بينهما إعجابًا واضحًا وعظيمًا. عندما بُدأ التحضير لسيرة توبمان المبكرة في سنة 1868، كتب دوغلاس رسالة إعجاب لها، وفي ما يلي جزء منها .:

## أخلاقيات ورحلات
على مدى أحد عشر عامًا، استمرت توبمان في التردد على الساحل الشرقي لماريلاند، حيث أنقذت ثلاثمئة عبدٍ خلال تسع عشرةً حملةً تقريباً، ومن ضمنهم أشقاؤها الثلاث: هنري وبين وروبرت، وزوجاتهم وعدد من أطفالهم .
كما قامت بتزويد حوالي خمسين إلى ستين من الهاربين نحو الشمال بتوجيهاتٍ دقيقةٍ .
عملها الخطير كان يتطلب مهارةً فذةً .
كنت قد سألتيني عن ما تحتاجينه من كلمات لكتابة كلمة التوصية عني، أنا أحتاج مثل هذه الكلمات منك أكثر مما تحتاجينه أنتِ منها مني، خصوصًا وأن كدحك وإخلاصك السامي بشأن قضية استعبادنا مؤخرًا معروفة كما أعرفها أنا.
تظهر الاختلافات بيننا بوضوح شديد، فمعظم ما أنجزته أنا وقاتلته من أجل خدمة قضيتنا كان أمام الملأ، وقد تلقيتُ الكثير من الدعم في كل خطوة من ذاك الطريق. بينما كنت أنت على النقيض تمامًا فقد جاهدت بطريقة خاصة. عملتُ أنا في النهار، وعملتِ أنتِ في الليل، سماء منتصف الليل ونجومها الصامتة كانت وما زالت الشاهدة على بطولاتك وإخلاصك للحرية . باستثناء جون براون -من الذاكرة المقدسة- أعلم أنه لا أحد يملك تلك الطوعية المحاطة بالأذى والمعاناة، والتعرض للمخاطر ليخدم شعبنا المستعبد غيرك .
اعتادت بوتمان على العمل أثناء أشهر الشتاء، حتى تقلل من إمكانية رؤيتها من قبل المجموعة .
قال أحد معجبي بوتمان مرةً : ((لطالما أتت في الشتاء، عندما يكون الليل طويلاً معتماً، ومن يملك منزلاً من الناس يبقى فيه))
فعندما اتفقت مع الرق الهاربين حيث كانوا يخرجون من البلدة ليالي السبت، إذ لا يتم نشر بلاغات الهروب في الصحف حتى صباح الإثنين .
كانت رحلاتها إلي أرض العبودية حافلة بالمخاطر العديدة واستخدمت العديد من الحيل لتجنب كشف أمرها. ففي مرة تنكرت توبمان بطاقية وكانت حاملة في يديها دجاجتين حيتين لإعطاء نفسها مظهر شخص يقوم بعمل بعض المهمات. وفجأة وجدت نفسها متجهة نحو مالك سابق في مقاطعة دورشيستر، فانتزعت الخيوط التي تربط أرجل الدجاج وهذا أدى إلي إثارة الدجاج مما سمح لها بمنع اتصال الأعين. وفي وقت لاحق، اكتشفت بأن أحد ركاب القطار الذي تركب فيه ماهو إلا سيد سابق. لذلك فقد خطفت جريدة بالقرب منها وتظاهرت بالقراءة. وقد تجاهلها الرجل ذلك الرجل بسبب ما يعرف عن توبمان بأنها أمية.
كان إيمانها الديني مصدراً مهما آخر حيث غامرت مراراً وتكراراً في ولاية ماريلاند ومنذ طفولتها استمرت معها رؤية إصابتها في رأسها فرأتها وكأنها إيحاءات إلهية وتحدثت عن التشاور مع الله واطمأنت بأنه سيحفظها. وفي إحدى المرات قال توماس جاريت عنها: " لم أقابل قط شخصا -أسود أو أبيض- واثقا بالله أكثر منها، وكأنه يتحدث مباشرة إلى روحها. أيضاً قدمت بإيمانها الإلهي المساعدة الفورية، كانت تستخدم الروحانيات كرسائل مشفرة لتحذير المسافرين الرفقاء من الخطر أو للإشارة إلى مسار واضح .
كانت توبمان تحمل مسدسًا ولم تكن خائفة من استخدامه، فبمجرد انضمام أي عبد إلى حملتها الاستكشافية فلا مجال لعودته؛ فقد كانت تهدد بإطلاق النار على أي شخص يحاول العودة. قصت توبمان حكاية رحلة لها مع مجموعة من العبيد الهاربين، حيث ضعفت الروح المعنوية وأصر أحد الرجال على العودة إلى المزرعة، فوجهت السلاح إلى رأسه وقالت: "إما الاستمرار أو الموت. بعد ذلك بعدة أيام كان الرجل مع المجموعة عند دخولها مقاطعة كندا... ويبدو أن توبمان كانت تحمل المسدس كحماية من صائدي العبيد المتربصين وكلابهم.
لم يكن مالكي العبيد في المنطقة على علم في هذه الأثناء أن «مينتي» الصغير الذي يبلغ طوله خمسة أقدام وكان عبدا معاقا وهو الذي هرب منذ سنين ولم يعد، كان خلف عمليات هروب الكثير من العبيد في مجتمعهم . وفي أواخر عام 1850م بدأوا يشكون في أحد المناهضين للعبودية وهو رجل أبيض من الشمال بأنه كان يغري عبيدهم على الهروب بشكل سري. اعتقدوا بأن جون براون بنفسه كان يأتي إلى الساحل الشرقي ليحرض العبيد على الهروب قبل أن يلقى مصيره المشؤوم على هاربرز فيري في أكتوبر من العام 1859م .
وفقًا لأحد الروايات الشهيرة فقد تم رصد مكافأة مالية بقيمة 40,000 دولار أمريكي مقابل القبض على توبمان إلا أن هذا المبلغ لم يكن صحيحًا، في العام 1868م وضمن الجهود المبذولة ." لحشد التأييد ودعم مطالبة توبمان بصرف حقها من معاشات المشاركين في الحرب الأهلية نشرت إحدى مناهضات العبودية السابقة وتدعى سالي هولي مقالاً تدعي فيه بأن مبلغ 40,000 دولار أمريكي "ليست مكافأة كبيرة ليقدمها مالكي العبيد في ماريلاند مقابل القبض عليها" [73] إلا أن مكافأة بهذه القيمة كانت ستثير اهتمامًا وطنيًا وخاصة في الوقت الذي كان فيه بالإمكان شراء مزرعة صغيرة مقابل 400 دولار فقط ولم يسبق أن أعلنت الصحف حينها عن مكافأة بهذه القيمة. (عرضت الحكومة الفيدرالية مبلغ 25,000 دولار أمريكي bounties مقابل القبض على شركاء جون ويلكس بوث لتورطهم في اغتيال لينكون) كما زعم البعض عرض مكافأة أخرى بقيمة 12,000 دولار ولكن لا توجد وثائق لتأكيد هذا المبلغ أيضًا. تعتقد كاثرين كلينتون أن مبلغ 40,000 دولار هو مجموع المكافآت التي تم عرضها في المنطقة بأكملها .
ولذا، بدأ بتجنيد الداعمين للهجوم على أصحاب العبيد، وقد انضمت لبراون "الجنرال توبمان" كما كان يحلو له أن يسميها. ." معرفتها للشبكات الداعمة في الولايات الحدودية كبنسلفينيا وماري لاند وديليوير كانت غير مقدرة بثمن لبراون وبقية المخططين. برغم أن بعض الداعمين لإلغاء عقوبة الإعدام كفريدريك دوقلاس وويليام بريد قاريسون لم يؤيدوا خططه الاستراتيجية، كان براون يحلم بالقتال لخلق ولاية للعبيد المُحررين وقام بتجهيزات عسكرية للهجوم الحربي. وبعد بدء الحرب الأولى آمن براون أن العبيد سينتفضون ويتمردون في كل الجنوب. . طلب من توبمان أن تجمع كل العبيد السابقين الذين يعيشون في أونتاريو _كما تسمى حاليا_ والذين يرغبون بالانضمام للقتال في صفّه وقد قامت توبمان بتنفيذ ما طلبه منها .
في الثامن من مايو لعام 1858 عقد براون اجتماعا في كاثم كنت - اونتاريو، كشف فيه عن خطته ليغير على هاربرس فيري - فيرجينيا. . ولما تسربت كلمة خطته للحكومة توقف عن هذه الخطة، وأخذ يعد المال ويجمعه لاستئنافها لاحقا. أما توبمان فقد قامت بدورها في معاونته ودعمه وذلك بخطط أكثر تفصيلا للهجمة
.
كانت توبمان مشغولة خلال هذا الوقت بإلقاء المحاضرات للجماهير المؤيدة لإلغاء الاسترقاق (اضطهاد واستعباد السود) ورعاية أقربائها.
في خريف عام 1859، عندما استعد براون ورجاله لشن الغارة، انقطع الاتصال بتوبمان ولم يستطيعوا التواصل معها، كذلك الحال عند حدوث الغارة على باخرة هاربرز في 16 من أكتوبر لم تتواجد توبمان.
ويعتقد العديد من المؤرخين أنها كانت مريضة بالحمى في نيويورك في ذلك الوقت ويرجع هذا لإصابة في رأسها منذ الصغر.
ويقترح البعض أنها ربما كانت مشغولة بتجنيد العبيد الهاربين في أونتاريو، واقترح كايت كليفورد لارسن أن تكون في ماريلاند تتطوع للمساعدة في غارة براون أو تحاول حماية بعض من أفراد العائلة.
وأشار لارسن أيضا بأن توبمان ربما قد بدأت بالفعل بمشاركة فردريك دوغلاس الشكوك حول وضوح الخريطة.
بعد أن فشلت الغارة؛ أُدين براون بالخيانة وشُنق في ديسمبر.
وأصبحت أفعال براون لدى المؤيدين لمنع الرق رمزًا للمقاومة والفخر وأُطلق عليه الشهيد النبيل. وكانت توبمان نفسها مندفعة بالمدح والثناء. وأخبرت أحد أصدقائها لاحقًا: «مافعله براون بموته أكثر مما قد يفعله 100 من الأحياء»

## مارغريت ومدينة أوبورن
في أوائل عام 1859، باع السيناتور الأمريكي المُعفى «ويليام اتش سيوارد» على «توبمان» قطعة أرضٍ صغيرة في أحد ضواحي مدينة أوبورن (نيويورك) في نيويورك، مقابل 1200 دولار أمريكي . كانت تلك المدينة مرتعًا للنشاطات المعادية للعبوديّة، ولذا فإن «توبمان» انتهزت تلك الفرصة وجلبت والديها إلى هناك بدلًا من عيشهم في الشتاء القارس في كندا. . كانت عودة العبيد للولايات الأمريكية تعني أن خطر إعادتهم إلى الجنوب بات وشيكًا، بموجب (قانون العبد الهارب)، لذلك كان أقرباء «توبمان» متحفظين حيال ذلك. حول ذلك، تشير البروفيسور «كاثرين كلينتون» إلى أن الغضب من «قرار دريب سكوت عام 1857» هو ما حثّ «توبمان» على العودة للولايات الأمريكية. . أصبحت أرض «توبمان» في «أوبورن» بمثابة ملجأ بالنسبة لعائلتها وأصدقائها. ولعدة سنوات، اعتنت بالأقارب والمعارف، حيث كانت توفّر مكانًا آمنًـا للأمريكان السود الذين يبحثون عن حياةٍ أفضل في الشمال. .
وبعد مدة قصيرة من الحصول على أملاك أوبورن عادت توبمان إلى ميريلاند ومعها ابنة أخيها مارقريت ذات البشرة السوداء الفاتحة والتي تبلغ من العمر ثماني عشرة سنة. وظلّت ظروف هذه البعثة\الحملة الاستكشافية لغزًا غامضًا. وكان هناك التباس في هوية والدي مارقريت على الرغم من أنّ توبمان أشارت أنهما كانا أسودان حُرّان. تركت الفتاة الصغيرة خلفها أخوين توأمين وبيتاً دافئاً في ميريلاند. وبعد سنوات عدة، دعت ابنة مارقريت أليس أفعال توبمان بالأنانية قائلة: "أخذت الفتاة من مكان آمن ودافئ إلى مكان لا أحد يهتم بها فيه.". في الحقيقة أليس وصفته بـ "الاختطاف.
ومع ذلك، قدّم كلاً من كلينتون ولارسون احتمالية أن مارغريت هي في الحقيقة ابنة توبمان . . أشار لارسون إلى أن الاثنتين تتشاركان روابط قوية غير عادية، وذكر أن توبمان - بمعرفة الألم الذي يتسببه فصل الطفلة عن أمها- لن تتعمد تفريق أسرةٍ حرة. . عرض كلينتون أدلة على التشابه الجسماني الواضح والذي أقرت أليس نفسها به. كلا المؤرخَين قد اتفقا على أنه لاتوجد أدلة محسوسة لهذه الاحتمالية وأن سر علاقة توبمان بالشابة مارغريت مازال مجهولاً حتى اليوم . .
في نوفمبر من العام 1860م أنجزت توبمان آخر مهامها الإنقاذية وقد كانت عاجزة عن تهريب أختها راشيل وطفليها بين وأنجرين طوال الخمسينات من القرن التاسع عشر وعند عودتها إلى مقاطعة دورشيستر اكتشفت توبمان أن راشيل قد توفيت وأنها لا تستطيع إنقاذ طفليها إلا بدفع رشوة مقدارها 30 دولاراً ولكنها لا تملك المال، لذا بقي الأطفال مستعبدين وبقي مصيرهما مجهولاً ولكي لم تذهب رحلتها سدى قامت توبمان بتهريب مجموعة أخرى بما فيهم عائلة ايناليس والذين كانوا على استعداد لتحمل المخاطرة في الرحلة إلى الشمال. استغرقت الرحلة أسابيع ليصلوا بأمان متجنبين صائدي العبيد مما أجبرهم على الاختباء وقت أطول من المتوقع كما كان الجو بارداً على غير العادة وكان بحوزتهم القليل من الطعام وقد تم تخدير الأطفال بالمسكنات ليبقوا هادئين عند مرور دوريات البحث عن العبيد بالقرب منهم . وصلت المجموعة بأمان لمنزل ديفيد ومارثا رايت في اوبورن بنيويورك في 28 من شهر ديسمبر 1860م .

## الحرب الأهلية

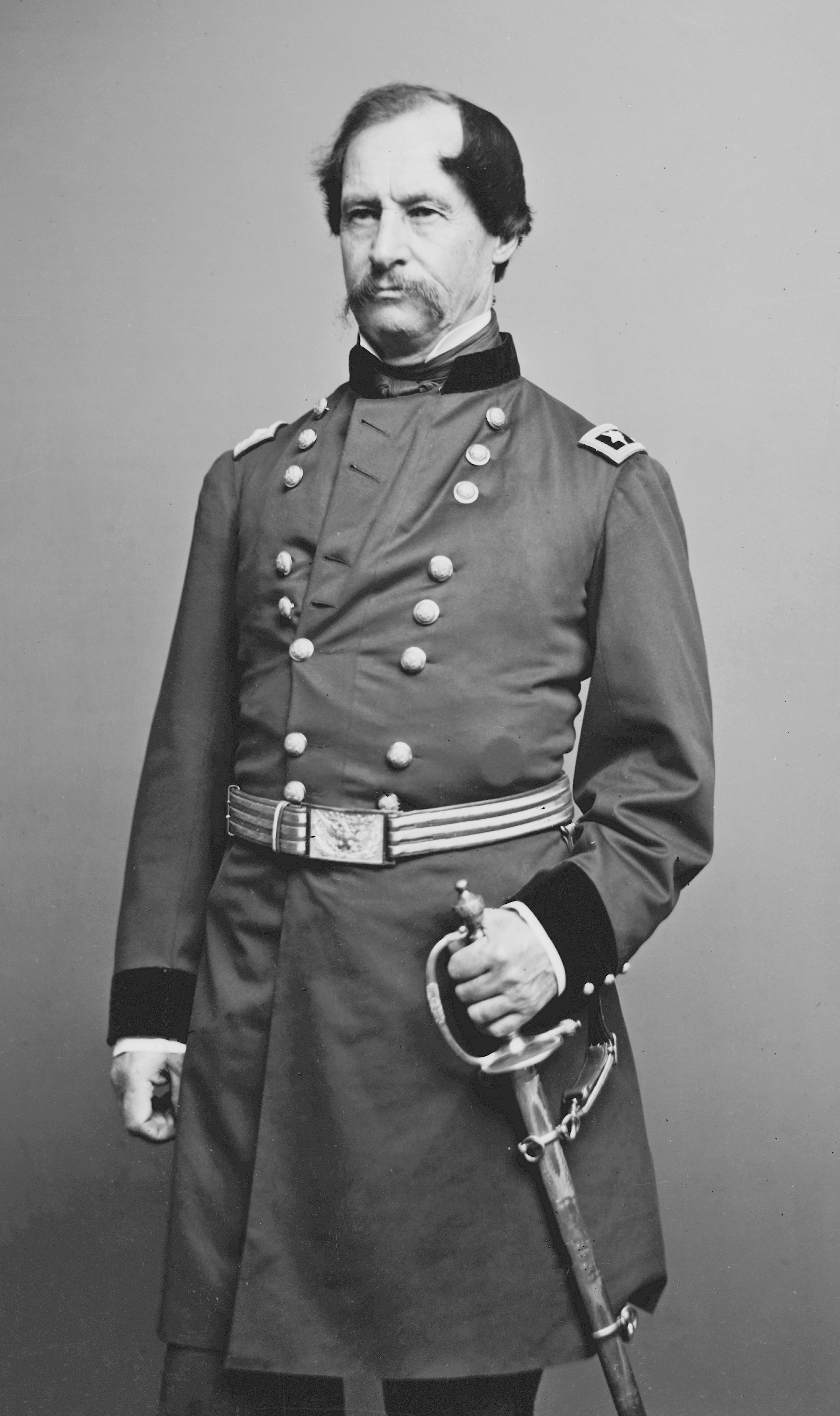
رئيس الاتحاد العام ديفيد هنتر عمل مع توبمان خلال الحرب الأهلية وشاركها آرائها التي أسهمت في ألغاء عقوبة الإعدام.

عندما اندلعت الحرب الأهلية الأمريكية عام 1861م رأت توبمان أن انتصار الاتحاد يعد بمثابة خطوة رئيسية لإلغاء العبودية (الرق) وعلى سبيل المثال عندما ساعد الجنرال بنجامين بوتلر حشد العبيد الهاربين وادخلهم إلى حصن مونرو كان قد أعلن أن المتاجرة بهؤلاء الهاربين «محظورة» –الممتلكات التي استولت عليها القوات الشمالية- ووضعهم للعمل بدون أن يدفعوا شيئاً في داخل الحصن . رغبت توبمان بأن تعرض خبرتها ومهاراتها الخاصة لقضية الاتحاد أيضاً وعلاوة على ذلك سرعان ما انضمت لمجموعة المناهضين للعبودية في بوسطن وفيلادلفيا متوجهة إلى مقاطعة هيلتون هيد في كارولاينا الجنوبية وأصبحت المنظمة الأساسية في المخيمات خصوصاً في بورت رويال بكارولاينا الجنوبية وعملت كمساعدة للهاربين.
.
قابلت توبمان لاحقًا الجنرال ديفيد هانتر، الداعم القوي لإلغاء العبودية. وقد صرح بكل «المحظورات» في مقاطعة رويال بورت الحرة وبدأ أيضًا بتحرير وتجميع العبيد السابقين لحشد جنود سود . ومع ذلك فإن إبراهام لينكولن –رئيس الولايات المتحدة- لم يكن جاهزًا لعتق العبيد في الولايات الجنوبية، ووبخ هانتر على فعلته وقد شجبت توبمان رد لينكولن وعدم رغبته في إنهاء العبودية في الولايات المتحدة، سواءً لأسباب أخلاقية أو عملية. وقالت توبمان :«الرب لن يترك السيد لينكولن يضرب الجنوبين حتى يفعل الصواب».
السيد لينكولن رجل عظيم، وأنا زنجية فقيرة، لكن الزنجية يمكنها أن تخبر السيد لينكلون كيف يحافظ على المال وعلى الرجال الشباب. يمكنه فعل ذلك بتحريره للزنجي. تصور لو أن هناك أفعى كبيرة شنيعة على الأرض لدغتك. وكانت الناس كلها خائفة لأنك تحتضر، وأرسلت تطلب طبيباً كي يعالج اللدغة. وبينما كان يعالجك الطبيب التفّت الأفعى وعضتك مرة أخرى، ثم عالجك الطبيب، واستمرت بفعل ذلك حتى قتلتها، هذا ما يجب أن يعرفه السيد لينكولن.
عملت توبمان كممرضة في رويال بورت، تحضر العلاجات من النباتات المحلية، وتعالج الجنود المصابين بالدوسنتاريا. كما قدمت المساعدة للرجال المرضى بالجدري، وكان عدم إصابتها بالمرض ساعدت على انتشار الإشاعات القائلة بأنها مباركة من الرب. . في البداية حصلت على مؤونة حكومية جزاءً لعملها، ولكن لاحقًا اعتقد السود المحررون بأنها تتلقى معاملة خاصة. ولتحد من هذا الضغط تخلت عن حقها للمعونات، وبدأت بتحصيل المال عن طريق بيع الفطائر والبيرة النباتية، التي كانت تعدهما في المساء .

## الاستطلاع مداهمة نهر الكومباهي
عندما أصدر لنكون أخيرًا إعلان تحرير العبيد في يناير1863، اعتبرتها توبمان خطوة مهمة نحو هدف تحرير الرجال السود والنساء والأطفال من العبودية . ، وقامت بتجديد دعمها لهزيمة الكونفدرالية. بعد ذلك بوقت قامت بقيادة مجموعة من المستطلعين في الأراضي المحيطة حول ميناء رويال، فقد كانت الأهوار والأنهار في جنوب كارولاينا مشابهة للسواحل الشرقية لميرنلد، لهذا كانت معرفتها بطرق السفر الخفية، والخدع بين الأعداء المحتملين مفيدة جدًا.
.
قامت مجموعتها تحت أوامر سكرتير الحرب ادوين إم ستانتون برسم خريطة للأراضي غير المعروفة واستكشاف القاطنين بها، وعملت بعد ذلك مع العقيد جيمس مونتقمري، وقدمت له معلومات استخبارية مهمة ساعدته في احتلال جاكسون ڤيل في ولاية فلوريدا.

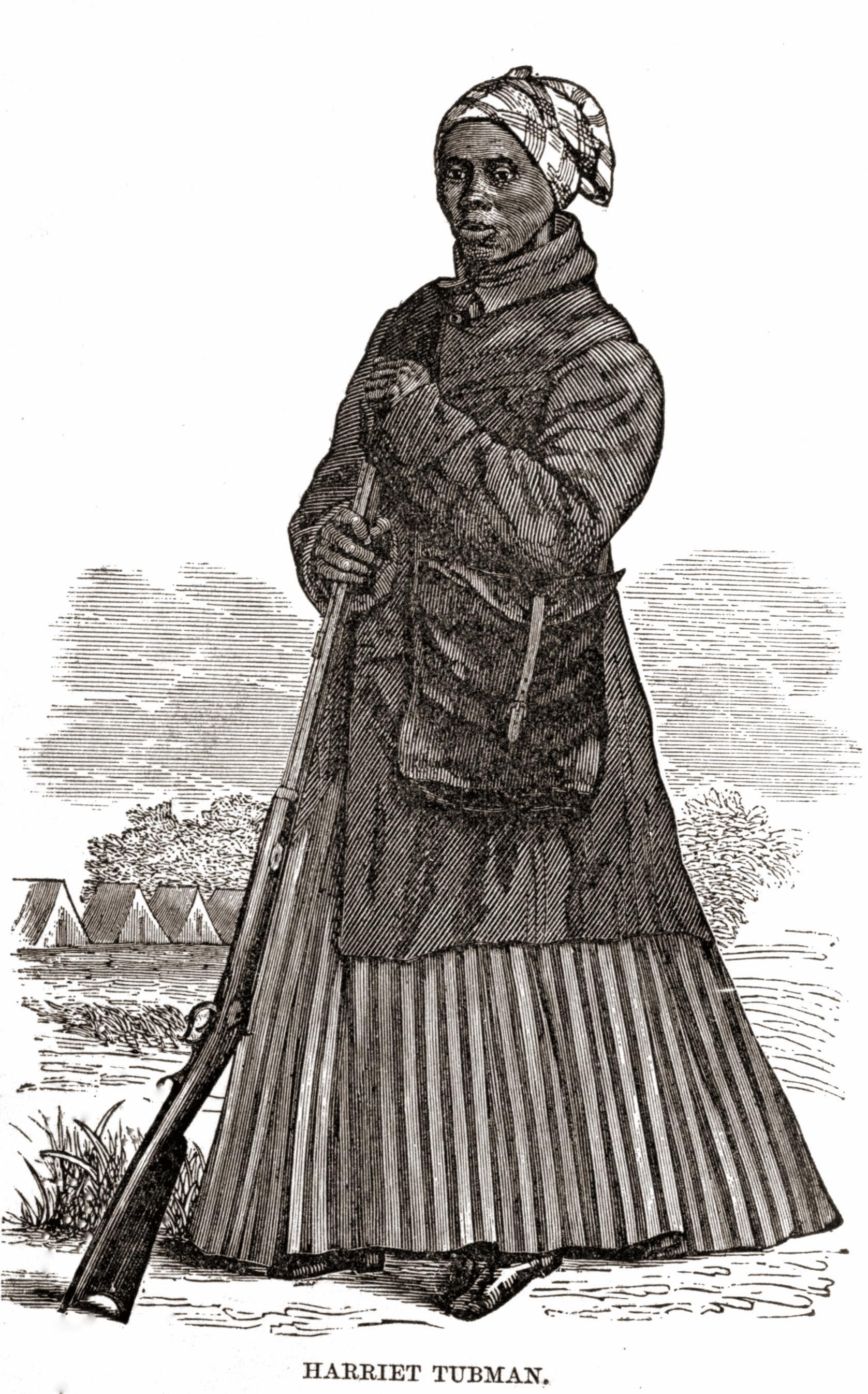
قطع خشبية لتوبمان في بلدها الحرب الأهلية الملابس

ولاحقا في تلك السنة أصبحت توبمان أول امرأة تقود هجمة مسلحة خلال الحرب الأهلية ولما هاجم مونتقوري وجنوده مجموعة من المزارع بقرب نهر الكومباهي رافقتهم وكانت لهم بمثابة المستشار. وفي صباح الثاني من شهر حزيران لعام 1836 أرشدت توبمان ثلاثة قوارب بخارية حول مناجم متحالفة في المياه إلى الشاطئ .وعند وصولهم إلى الشاطئ أشعل جند الاتحاد النيران في المزارع مدمرين البنية التحتية لها وغنموا ألوفا مؤلفة من الدولارات تعادل طعاما ومؤونة. وعندما انطلقت صفارات القوارب البخارية علم العبيد في تلك المنطقة وحولها أنها قد تحررت. شاهدت توبمان العبيد يتدافعون ويتساحقون نحو القوارب البخارية. «لم أر منظرا كهذا قط» قالت لاحقا واصفةً مشهداً من الفوضى كانت النساء فيه تحمل قدور الأرز التي مازال يتصاعد منها البخار والخنازير تصيح وهي تتدلى على الأكتاف في أكياس والرضع متعلقون في أعناق والديهم وعلى الرغم من محاولة ملاكهم المسلحين بالبنادق اليدوية والسياط بإيقاف وصد جموع العبيد من الهرب إلا أن محاولاتهم لم تجد نفعا في تلك المعمعة. وخلال سباق جنود التحالف إلى المشهد، انطلقت القوارب البخارية محملةً بالعبيد إلى بوفورت.
تم إنقاذ أكثر من 750 عبد في غارّة نهر كومباهي،" كما اعترفت الصحف رسمياً بـ "وطنية، وحكمة، وهمّة، وقدرات" توبمان [115]، وأشادت بجهودها في التجنيد – معظم الرجال المحرَرين حديثاً انضموا إلى جيش الاتحاد-.[116] عملت توبمان بعد ذلك مع الكولونيل روبرت جولد شو في معركة فورت واجنر، وقيل أنها هي من أعدت له وجبته الأخيرة.[117] وقد وصفت المعركة قائلة: "لقد رأينا البرق بأعيننا وما كان سوى نيران المدافع، وسمعنا صوت الرعد المجلجل وما كان سوى صوت المدافع الكبيرة، ورأينا الأمطار تهطل وما كانت سوى قطرات دم متناثرة، وعندما أردنا حصاد الأرض لم نجني سوى الشهداء."[118]
عملت توبمان - لمدة سنتين - لصالح قوات الاتحاد، التي كانت تتجه إلى رعاية العبيد المحررين حديثاً، كما سعت إلى الاستكشاف داخل الأراضي المتحالفة، وكانت تضمد جراح الجنود في ولاية فرجينيا. . كما أنها قامت برحلات دورية إلى مدينة أوبورن لزيارة أسرتها ورعاية والديها. . وفي نيسان 1865 م، انفض اتحاد القوات / انفضا التحالف / قامت قوات الاتحاد بالاستسلام، فعادت توبمان إلى المنزل بعد أن خدمت لبضعة أشهر أخرى.

## هاريت توبمان
عادت توبمان إلى أوبورن (مدينة أمريكية تقع في ولاية ألاباما) بعد نهاية الحرب. وخلال رحلة العودة إلى نيويورك بالقطار، طلب أحد موظفي القطار (المسؤول عن جمع التذاكر) من توبمان الانتقال إلى عربة المدخنين فرفضت موضحة له أنها موظفة حكومية/ موضحة له صفتها الحكومية، ولكنه شتمها ثم عمد إلى القبض عليها، ولكنها قاومت، فاستدعى الرجل اثنين من المسافرين لمساعدته، فاستعانت توبمان بقضبان السكة الحديدية وتمسكت بها، فأخذها المسافران ومسؤول التذاكر عنوة، متسببين بكسر ذراعها وجروح أخرى متفرقة وكثيرة، ومن ثم قاموا برميها في عربة المدخنين . وفي ظل هذا الحدث، قام المسافرون الآخرون، من ذوي العرق الأبيض بلعن توبمان، وطالبوا مسؤول التذاكر برميها خارج القطار.
لم تحصل توبمان - بالرغم من سنوات خدمتها - على راتب منتظم على مدى سنوات، وجميع التعويضات التي طالبت بها قوبلت بالرفض دائماً . وقد واجه الجنود، ذوو البشرة السوداء صعوبة كبيرة في توثيق خدمتها ؛ وذلك لعدم وجود صفة رسمية، وعدم حصولها على دفعات مالية منتظمة، ولم تدرك الحكومة الأمريكية حجم الديون المتراكمة لصالح توبمان إلا متأخراً، كما أنها لم تحصل على معاش التقاعد عن خدمتها في الحرب الأهلية حتى عام 1899 م . إن عملها الإنساني المستمر – في تلك الأثناء - لصالح أسرتها وفي سبيل العبيد السابقين، جعلها تبقى في حالة فقر مستمرة، تحديداً، صعوبة حصولها على راتبها التقاعدي من الحكومة .

## في أواخر حياتها

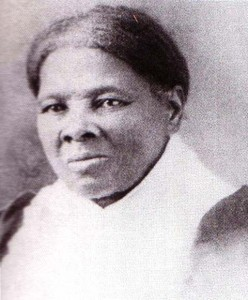
هارييت توبمان بعد الحرب الأهلية، في منتصف العمر.

أمضت توبمان بقية حياتها في أوبورن، تعتني بعائلتها بالإضافة إلى العديد من الأسر المحتاجة، كما عملت في وظائف متعددة لتعيل والديها المسنين، مما دفعها إلى طلب المساعدة من الآخرين لدفع فواتيرها، وكان السيد نيلسون ديفيز (محارب قديم في الحرب الأهلية) من ضمن الذين طلبت منهم المساعدة، بدأ ديفيز حياته في أوبورن كعامل بناء، ومع مرور الوقت وقعت توبمان في غرامه، بالرغم من أنه كان يصغرها باثنين وعشرين عاما، وفي الثامن عشر من مارس 1869 م، تزوجا في كنيسة برسبترين المركزية، ثم عاشا مع بعضهما البعض لمدة عشرين سنة، وفي عام 1874 م تبنيا طفلة تدعى جيرتي.
وفي غضون ذلك قام أصدقاء ومؤيدون لتوبمان، من أيام الثورة، بجمع المال لدعمها، وقامت إحدى معجباتها «سارة هوبكنز برادفورد»، بكتابة سيرتها الذاتية بعنوان : «مشاهد من حياة هاريت توبمان» ونُشرت في كتاب يقع في 132 صفحة عام 1869 م، وعاد على توبمان بما يقارب 1200 دولار . وعلى الرغم من أن الكتاب تلقى نقداً من كُتاب السير الذاتية ؛ لعدم حياديته، ولاستخدامه الترخيص الفني، إلا أنه بقي مصدراً مهماً للمعلومات والنظريات حول حياة توبمان . وأصدرت برادفورد كتاباً آخر في عام 1886 م بعنوان : «هاريت، موسى قومها» الذي قدم وجهة نظر أقل حدة من سابقه بشأن العبودية، والحياة في الجنوب. وكان نشر هذا الكتاب أيضاً بداعي تخفيف شدة الفقر الذي تعانيه توبمان.
وقعت توبمان ضحية لعملية نصب واحتيال بتهريب الذهب في عام 1873 وذلك جراء تراكم الديون عليها مما ادى لعدم استطاعتها تسديد المستحقات المتوجبة عليها (بما في ذلك إيجار منزلها الكائن في آيبيرن)وكان هناك رجلان، أحدهما يدعى ستيفنسون والآخر جون توماس، إدّعا أن بحوزتهما ذهباً مهرباً عثروا عليه في مخبأ بجنوب كارولينا. وعرضا الذهب عليها _الذي يدّعيان أن قيمته تساوي 5000دولار _بمبلغ 2000دولار نقداً .
وأصرّا بمعرفة أحد أقرباء توبمان، وأنها من قامت بإيصالهما إلى منزلها الذي بقيا فيه لعدة أيام، علمت توبمان أن البيض في الجنوب يدفنون أشياءهم الثمينة عندما تُهدد قوات للإتحاد أمن المنطقة، وأن السود عادةً ما يكونون المسؤولين عن عمليتا الحفر والتنقيب .
وكان هناك سببٌ يجعلها تشتري الذهب بالإضافة إلى طبيعتها الطيبّة . وحاجتها الماسة للمادة، افترضت المال من صديق غنيّ يدعى (أنتوني شيمر)، حيث اتفقت معهما على استلام الذهب في وقتٍ متأخرٍ من تلك الليلة، ولكن بعدما قامت باستدراجها للغابة، هجما عليها وأفقداها الوعي باستخدام الكلورفوم، وسرقا حقيبتها وملفها . وبعد ذلك، عثرت عائلتها عليها وهي جريحة وفي حالة صدمة وذهول، وقد سُرق المال منها .
واستجابة نيويورك لهذه الحادثة بغضبٍ شديدٍ، في حين انتقد البعض سذاجة توبمان ولكن تعاطف الأغلبية معها، لظروفها الاقتصادية الصعبّة، ولتعرضها للعنف من قبل لصّين.
وعلى ذلك فرض ممثّل ولاية ويسكونسون (جيري هزلتون) قانون :(3786)H R
ينص على: أن يتمّ دفع مبلغ 2000دولار لتوبمان مقابل خدماتها التي قدّمتها لجيش للإتحاد كممرّضة، وجاسوسة، وكشّافة ..

## تنشيط حق المرأة في الاقتراع
في الأعوام التالية، سعت توبمان لدعم قضية حق المرأة في الاقتراع. وفي أحد المرات سألت امرأةٌ بيضاء توبمان إن كانت تؤمن بحق النساء في التصويت، وكانت إجابتها: «عانيتُ بما فيه الكفاية لأؤمن بحقها في ذلك».
بدأت توبمان بحضور اجتماعات تعقدها منظمات للمناداةِ بحقِ المرأة في الاقتراع. وسرعان ما باشرت نشاطها بجانب مجموعة من النساء أمثال سوزان أنثوني وإيميلي هولاند.
سافرت توبمان إلى نيويورك وبوسطن والعاصمة واشنطن لتتحدث عن حقوق المرأة في التصويت. فوصفت أعمالها خلال وبعد الحرب الأهلية واستخدمت قصص تضحيات أعداد كبيرة من النساء خلال التاريخ الحديث كدليل على مساواة المرأة للرجل
." عندما تأسس الاتحاد الوطني للمرأة الأفريقية الأمريكية في عام 1896 كانت توبمان هي المتحدثة الرئيسية في اجتماعهم الأول .
هذه الموجة من النشاط ولدت موجة جديدة من الإعجاب بتوبمان بين الصحافة في الولايات المتحدة الأمريكية. أطلقت نشرة باسم عصر المرأة وهي سلسلة من المقالات حول «المرأة البارزة» مع لمحة عن توبمان. في عام 1897م نادت صحيفة بمنح المرأة حق الاقتراع وأعدت سلسلة من حفلات الاستقبال في بوسطن تكريمًا لتوبمان وحياتها التي أمضتها في خدمة الأمة. بالرغم من عطائها اللامحدود للآخرين توبمان عانت من الفقر، وقد اضطرت إلى بيع بقرة لتتمكن من شراء تذكرة القطار لحضور هذه الاحتفالات.

## الكنيسة الأفريقية الميثودية الأسقفية لصهيون، المرض، والموت

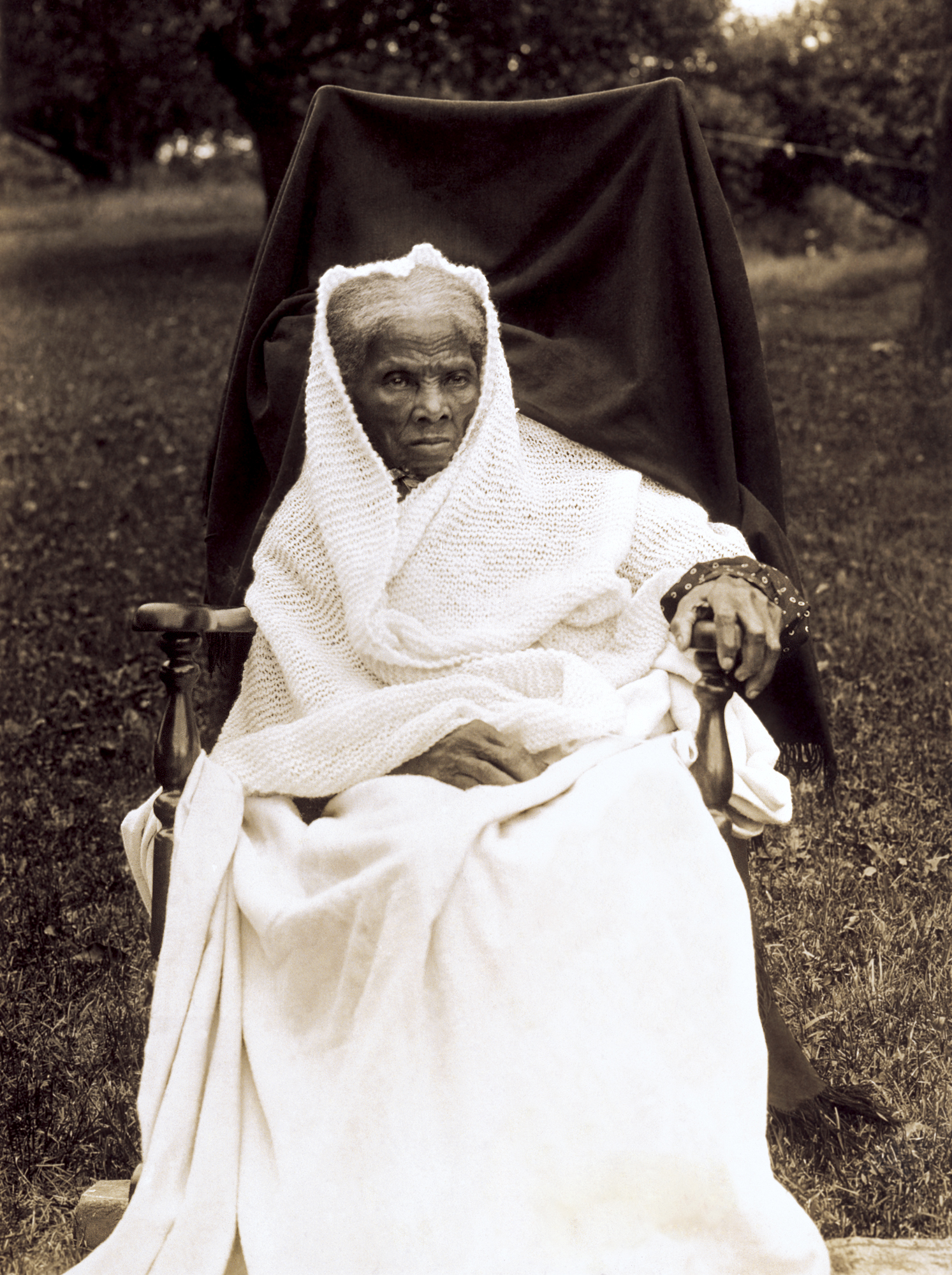
هارييت توبمان،1911

في مطلع القرن العشرين كانت توبمان في ورطة كبيرة مع الكنيسة الأفريقية الميثودية الأسقفية لصهيون. وفي عام 1903م تبرعت توبمان بأرض عقار ورخصتها للكنيسة بموجب تعليمات بجعلها منزل للمسنين والفقراء السود وذوي البشرة السمراء. لم يفتح المنزل لخمس سنين أخرى إذ كانت توبمان خائفة عندما طلبت الكنيسة من السكان بأن يدفعوا 100 دولار كرسوم للدخول وقالت: «بأنهم وضعوا قانون بعدم دخول أي أحد مالم يكن معه 100 دولار. أنا الآن أريد أن أضع قانون أنه لا يمكن لأي أحد الدخول إلا إذا كان لا يملك أي نقود على الإطلاق.» وكانت توبمان محبطة تجاة قانون الكنيسة الجديد ولكن توبمان كانت ضيفة الشرف في حفل افتتاح منزل المسنين والفقراء في 23 يونيو 1908م.
مع تقدم توبمان في العمر استمرت نوبات النوم ومعاناتها من إصابة رأسها في طفولتها في إزعاجها. وفي آواخر 1890م خضعت لعملية جراحية في الدماغ في مستشفى ماساتشوستس العام في بوستن، حيث سألت الطبيب إن كان بإمكانه إجراء العملية لأنها لم تستطع النوم بسبب الآلام والأزيز في رأسها، ووافق الطبيب على ذلك و «فتح جمجمتي ورفعها والآن أشعر براحة أكبر» كما وصفت. ولم تتلقى أي تخدير للعملية واختارت بدلًا عنه كما أشارت التقارير أن تعض على رصاصة فقد رأت جنود الحرب الأهلية يفعلون ذلك عندما بُترت أطرافهم.
بحلول عام 1911 كان جسدها ضعيفًا جدًا، واضطرت لدخول دار الرعاية المسمى بإسمها . ووصفتها صحيفة نيويورك بأنها: "مريضة ومفلسة" مما دفع المناصرون لتقديم حملة جديدة من التبرعات. . توفيت هاريت تبمان وهي محاطة بالأصدقاء وأفراد الأسرة بسبب الالتهاب الرئوي في عام 1913.وقبل وفاتها قالت لمن معها بالغرفة : " سأرحل لأجهز مكانًا لكم.

## تاريخها
كانت هاريت تابمان مشهورة جدا ومحترمة في حياتها، ثم أصبحت رمزا أمريكيا بعد وفاتها. وفي دراسة أُجريت نهاية القرن العشرين قالوا بأنها من أكثر المدنيين المشهورين في التاريخ الأمريكي قبل الحرب الأهلية، وهي الثالثة بعد بيتسي روس وبول ريفير. وكانت مصدر إلهام للكثير من الأفريقيين الأمريكيين الذين يجاهدون في سبيل الحصول على المساواة وحقوقهم المدنية؛ وقد امتدحها قياديون من مختلف الأطياف السياسية.
عندما توفيت، دفنت توبمان مع مرتبة الشرف العسكرية في مقبرة فورت هيل في مدينة أوبورن . المدينة أحيت ذكرى حياتها بلوحة على مبنى المحكمة . وبالرغم من إظهار الفخر لإنجازاتها العديدة لكن استخدام اللهجة العامية الأمريكية الأفريقية في كلمتها (لم أخرج بقطاري خارج السكة الحديدية أبدا ً) والذي اختير على ما يبدو لأصالته، إلا أنه وجهت له انتقادات باعتباره ينقص من مكانتها كونها أمريكية محبة لوطنها وكرست حياتها للإنسانية جمعاء .
بالرغم من ذلك إلا أن حفل الإخلاص لا يزال يعد تشييدا قويا ً لذكراها، وألقى فيه بوكر ت. واشنطن الخطاب الرئيس . مهُجر منزل توبمان بعد عام 1920م، ولكن لاحقا جدد من قبل كنيسة صهيون. اليوم، يرحب بالزوار كمتحف ومركز تعليم.
تم الاحتفاء بتوبمان بوسائل أخرى عديدة في أنحاء البلاد خلال القرن العشرين. العشرات من المدارس سُميّت تيمناً بها .، كما أن كلاً من منزل هارييت توبمان في أوبورن ومتحف هارييت توبمان في كامبريدج جُعلا مَعلمًا لإحياء ذكراها . في عام 1937 تم وضع شاهد لضريح هارييت توبمان دايفس بواسطة اتحاد إمباير ستيت للأندية النسائية؛ والذي تم إدراجه ضمن السجل الوطني للأماكن التاريخية في عام 1999.
.
في عام 1944 أطلقت لجنة الملاحة الأمريكية سفينة هارييت توبمان وهي أول سفينة حرية تحمل اسم امرأة سوداء.
في عام 1978 أصدرت خدمة البريد الأمريكية طابعاً تكريميّا لتوبمان باعتباره بداية لسلسلة من الطوابع المخصصة لتكريم شخصيات أمريكية من أصول أفريقية. كما تم تكريمها مع إليزابيث كايدي ستانتون، وأميليا بلومر، وسوجورنر تروث في روزنامة الصالحين الصادرة من الكنيسة الأسقفية في 20 يوليو. في عام 1999 قررت الحكومة الكندية اختيار كنيسة سايلم التابعة للكنيسة المنهجية الأسقفية البريطانية في مدينة سانت كاثرينز باعتبارها موقعًا تاريخيًا وطنيًا لارتباطه بتوبمان. في عام 2002 أدرج الباحث موليفي كيتي أسانتي هارييت توبمان ضمن قائمته لأعظم 100 شخصية أمريكية من أصول أفريقية.في عام 2008 أطلقت جامعة تاوسون اسم توبمان على أحد قاعاتها الرئيسية الجديدة .
في مارس من عام 2013 وقّع الرئيس باراك أوباما على مرسوم لإنشاء المَعلم الوطني لنفق سكة حديد هارييت توبمان في الساحل الشرقي .

## ما كُتِبَ في التاريخ

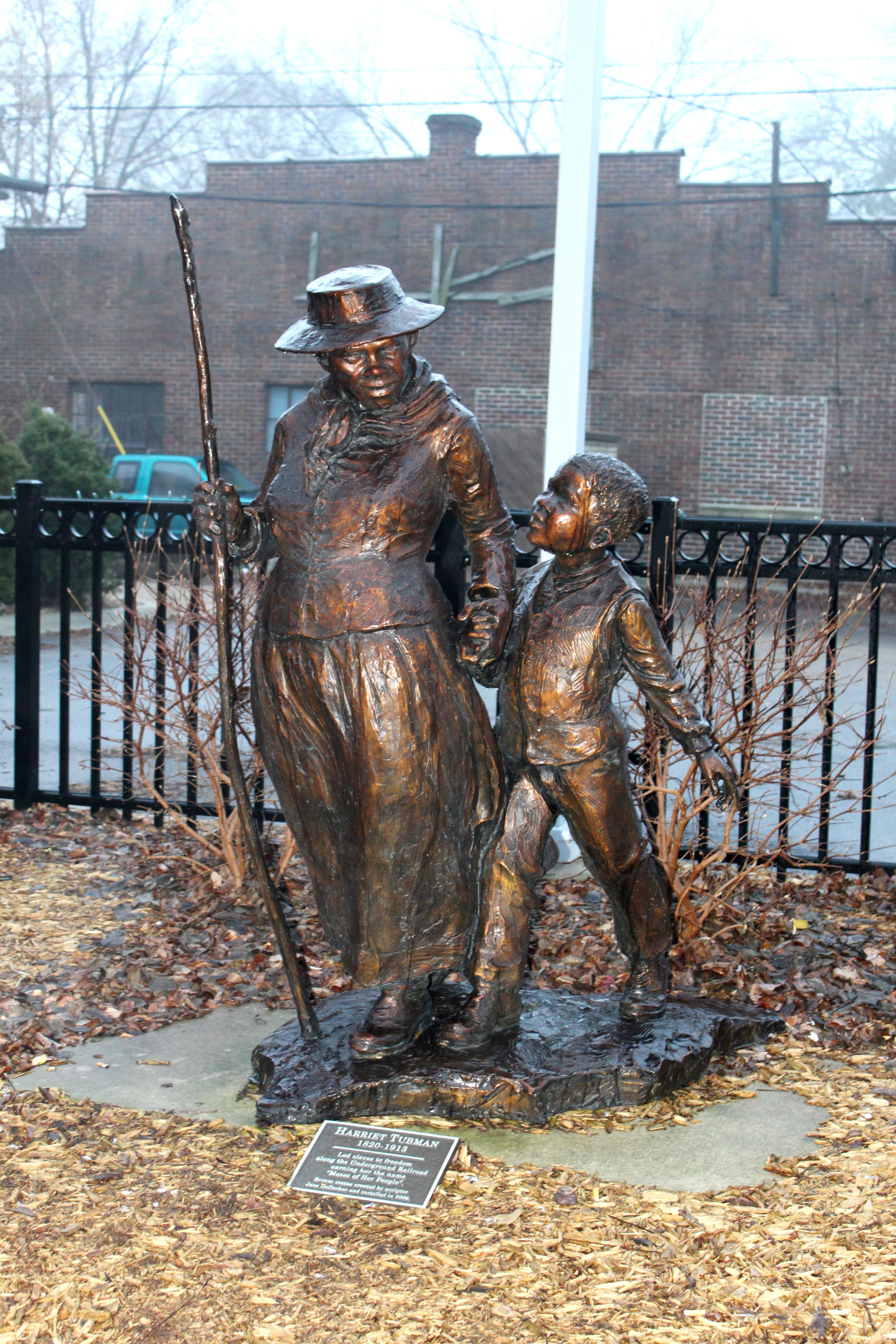
تمثال بواسطة جين دى ديكر يمثل ذكرى هارييت توبمان، إبسيلانتي، ميشيغان

بعد السير الذاتية التي قام برادفورد بكتابتها، ظهر إيرل كونراد بسيرة ذاتية لتوبمان أسماها هارييت توبمان: جندية سوداء ضد الرق. واجه كونراد صعوبة كبيرة في العثور على ناشر حيث استمر بحثه أربع سنوات، تحمل فيها الازدراء والاحتقار لجهوده لبناء سيرة أكثر تفصيلاً وموضوعية لحياة توبمان للبالغين.
كتبت عدة إصدارات مبالغة في الدرامية عن حياة توبمان موجهة للصغار ظهر الكثير منها لاحقاً، ولكن كونراد كتب بأسلوب أكاديمي ليوثق الأهمية التاريخية لإنجازاتها موجهاً عمله للباحثين ولذاكرة الأمة.
تم نشر الكتاب أخيراً من قبل دار نشر أسوشيتد ببليشرز لصاحبها كارتر جي وودسن في 1942.
وبالرغم من شهرتها وأهميتها، لم تظهر أية سيَر أو كتابات عن توبمان للكبار لمدة 60 عاماً بعدها، حتى نشر جان هيومز أخيراً قراءة عميقة لقصص حياة توبمان في 2003، ونشر لارسون وكلنتون سيرتهما الذاتية عن توبمان في 2004.

## أفلام
- امرأة تدعى موسى (1978)
- البحث عن الحرية (1992)
- هاريت (2019)

## روابط خارجية
- هاريت توبمان على موقع IMDb (الإنجليزية)
- هاريت توبمان على موقع الموسوعة البريطانية (الإنجليزية)
- هاريت توبمان على موقع إن إن دي بي (الإنجليزية)
- هاريت توبمان على موقع ديسكوغز (الإنجليزية)